# Герман Володимир Миколайович
Володимир Миколайович Герман (1980—2022) — старший солдат Збройних Сил України, учасник російсько-української війни, який загинув під час російського вторгнення в Україну.

## Життєпис
Народився 13 березня 1980 року в с. Ліпляве (Канівський район, Черкаська область). Дитинство та юність пройшли в с. Беркозівка, а протягом 10 останніх років Володимир проживав у с. Степанці на Черкащині. Працював на ПрАТ «Миронівська птахофабрика» та на сільськогосподарському підприємстві. 
З 2014 року був учасником АТО на сході України. Повернувшись та побувши вдома рік, знову пішов на схід. 
З початку російського вторгнення в Україну в 2022 році пішов на службу в Збройні Сили України. Мав звання старшого солдата, був головним сержантом взводу механізованої роти механізованого батальйону.
Загинув 21 липня 2022 року в бою на Донеччині.
Похований із почестями в с. Степанці на Черкащині.

## Нагороди
- орден «За мужність» III ступеня (2022) (посмертно) — за особисту мужність і самовіддані дії, виявлені у захисті державного суверенітету та територіальної цілісності України, вірність військовій присязі. [3]